# José Chávez Morado
José Chávez Morado (Silao, Guanajuato, México, 4 de enero de 1909 - Silao, Guanajuato, México, 1 de diciembre de 2002) fue un artista plástico mexicano de corriente nacionalista, exponente de la tercera generación de la denominada Escuela Mexicana de Pintura, junto con autores como Juan O'Gorman, Raúl Anguiano y Alfredo Zalce.

## Trayectoria
Fue uno de los artistas militantes de mediados del siglo XX, de ideología comunista y profundas inquietudes sociales, que plasmó tanto en su trabajo en el Taller de Gráfica Popular, como en murales en diversas partes del país.
Fue impulsor de la corriente de integración plástica, además de promotor cultural y fundador de varios museos en Guanajuato, como los del Pueblo, el Olga Costa-José Chávez Morado y su casa Museo José y Tomás Chávez Morado, creado en lo que fuera su casa en la ciudad de Silao, Guanajuato. 

## Obras y premios
Obtuvo el Premio Nacional de Ciencias y Artes en 1974. Entre sus obras más importantes están los murales de la Alhóndiga de Granaditas (Guanajuato) y la antigua Torre de Ciencias de Ciudad Universitaria (Ciudad de México), así como los relieves como la obra mural Pluralismo Político en la fachada del Palacio Legislativo de San Lázaro y la columna-paraguas del Museo Nacional de Antropología (México).

## Biografía

### Primeros años

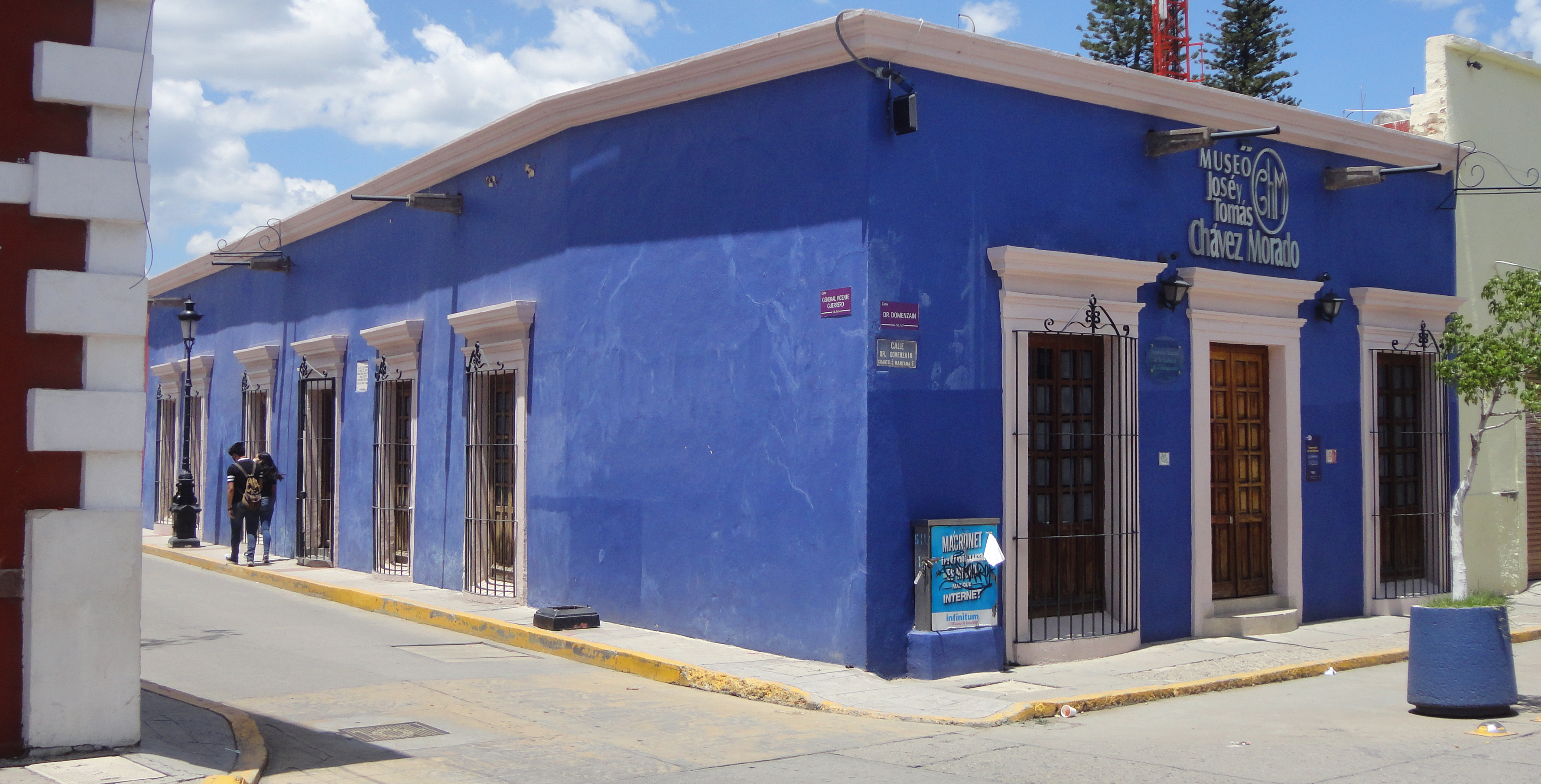
Casa donde nacieron José y Tomás Chávez Morado, Silao.

Nació en Silao, Guanajuato, el 4 de enero de 1909. Hijo del comerciante José Ignacio Chávez y Luz Morado, nació en el seno de una familia modesta.
Huérfano de madre (Luz Morado Cabrera), a muy corta edad trabajó, primero en la compañía de luz (ocupación que perdió por caricaturizar en dibujo a su jefe). En 1925, con deseos de aventura, sólo con lo que llevaba puesto, tomó un tren que iba a Estados Unidos, donde primero se desempeñó como jornalero en las granjas del suroeste. Después se encaminó hacia el norte, viajando por la costa occidental hasta Alaska, ocupándose en la isla de Tonepeck en la pesca e industrialización del salmón. Cada vez con más frecuencia dibujaba a sus compañeros de trabajo.
Regresó a Los Ángeles. Barriendo salones y acomodando pupitres pudo tomar clases en la Chouinard School of Arts. En 1930 regresó a Silao. El padre (José Ignacio Chávez Montes de Oca) le pone una tienda, en cuyo mostrador hace dibujos y caricaturas de los personajes más típicos, los cuales pudo vender cuando la tienda quebró y él se instaló en la Ciudad de México. Becado por el gobierno de Guanajuato pudo en 1931 ingresar a la Escuela Central de Artes Plásticas de la Universidad Nacional. Ahí tomó clases de grabado con Francisco Díaz de León, de pintura con Bulmaro Guzmán y de litografía con Emilio Amero. En el Centro Popular de Pintura “Saturnino Herrán” conoció a Leopoldo Méndez, cuyos carteles había quitado de las paredes de la calle para llevárselos a su cuarto.
En 1941, con el seudónimo de Juan Brochas colabora con caricaturas en La Voz de México. Con el seudónimo de Chon ilustró el semanario Combate dirigido por Narciso Bassols. Entre febrero y marzo de 1942 publica cuatro números del periódico-cartel El Eje-Le, órgano de los artistas Libres de México. En la recién fundada Escuela de Pintura y Escultura de la SEP da clases de dibujo. En 1945 la misma materia en la Escuela de Artes del Libro y recibe el primer premio en el concurso de grabado auspiciado por el Departamento del Distrito Federal con motivo del XXV aniversario de la Revolución Mexicana. En 1949 realizó un viaje de estudios por Europa y Cuba.

### Reconocimiento y fama

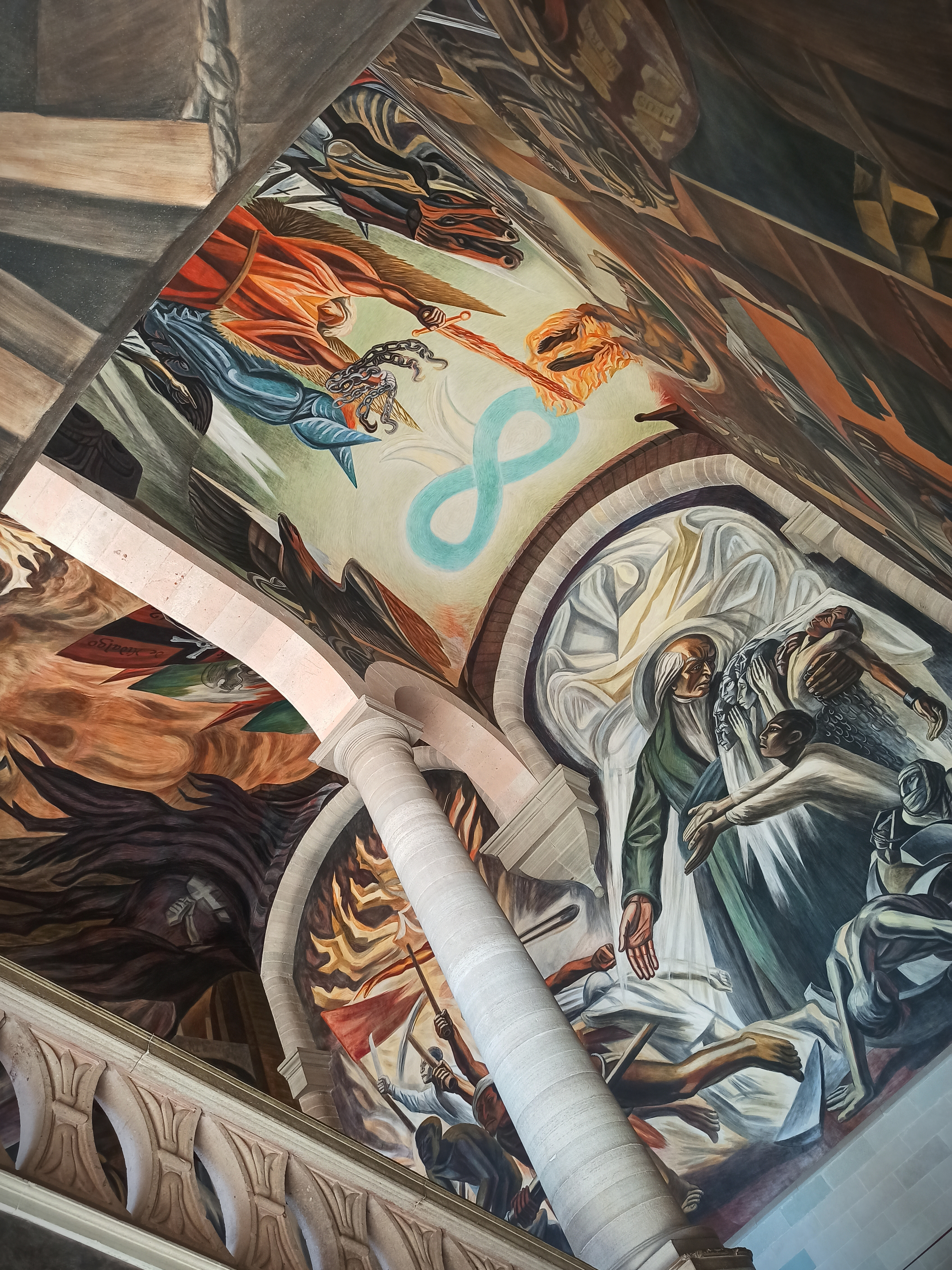
Murales en la Alhóndiga de Granaditas, Guanajuato.

En 1951 diseñó escenografía y vestuario para los ballets La manda, El sueño y   La presencia, pero en todos esos años no cesó de pintar cuadros y realizar murales de temas y técnicas muy diversas que muchas veces eran novedosas, a la vez que participaba activamente en la vida gremial, en la creación de nuevas escuelas (artesanías, diseño, integración plástica, galerías y museos). 
A Chávez Morado se debe en gran medida el rescate de la Alhóndiga de Granaditas. Una de sus piezas más célebres es la columna de once metros de alto y tres de diámetro que sostiene el gran paraguas del patio central del Museo Nacional de Antropología. Para esa pieza monumental diseñó el relieve Imagen de México, cuya versión definitiva en bronce fue trabajada contando con la colaboración de su hermano, el escultor Tomás Chávez Morado.
En 1966 se establece definitivamente en la ciudad de Guanajuato, donde él y Olga se convierten en apasionados coleccionistas de objetos de barro, madera, papel, telas, vidrio, etc., hechos a mano o a máquina, modelados, forjados, impresos, pintados, cepillados, tejidos, reliquias arqueológicas, libros y hasta plantas. Constantes fueron sus promociones en los más diversos campos de la cultura hasta el fin de su vida.
En 1976, en la Galería José Clemente Orozco que el Instituto Nacional de Bellas Artes auspiciaba en la Zona Rosa, José expuso por primera vez una selección de dibujos, para la que eligió el título Apuntes de mi libreta, que en 1979 fueron editados en un libro. 
En Chávez Morado confluyeron su gusto precoz por la descarga emocional que constituye el dibujo como instrumento primero para descubrir la realidad, y una vigorosa, consciente y renovada tradición que él vino a sorber, casi adolescente, en la Ciudad de México, no sólo a través de las enseñanzas de sabios maestros como Francisco Díaz de León, sino entre el grupo de condiscípulos y los numerosos artistas que a principios de los años treinta demostraban excepcionales y variados talentos como dibujantes.

## Características de sus trabajos artísticos

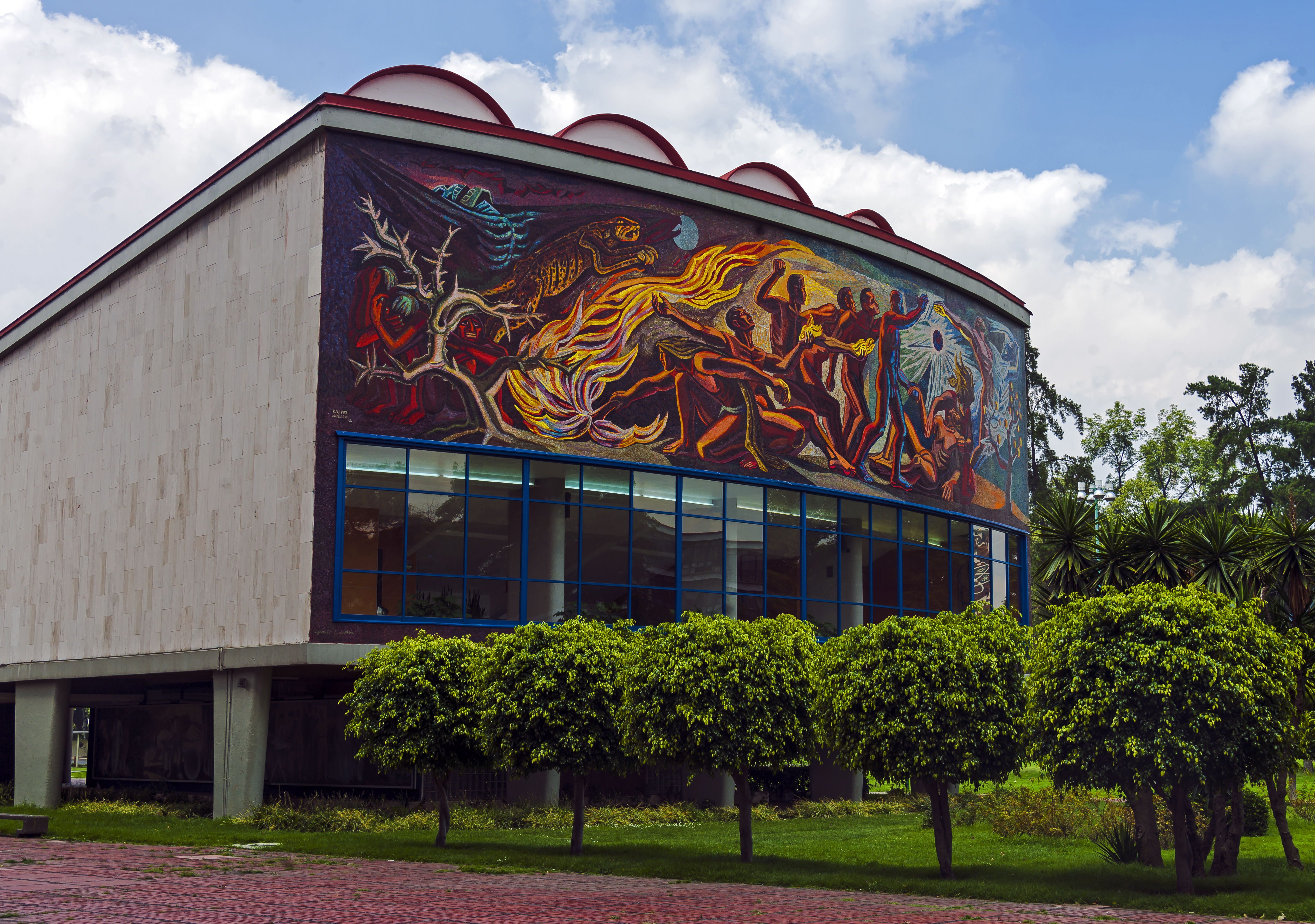
Mural La Conquista de la Energía, C.U., Ciudad de México.

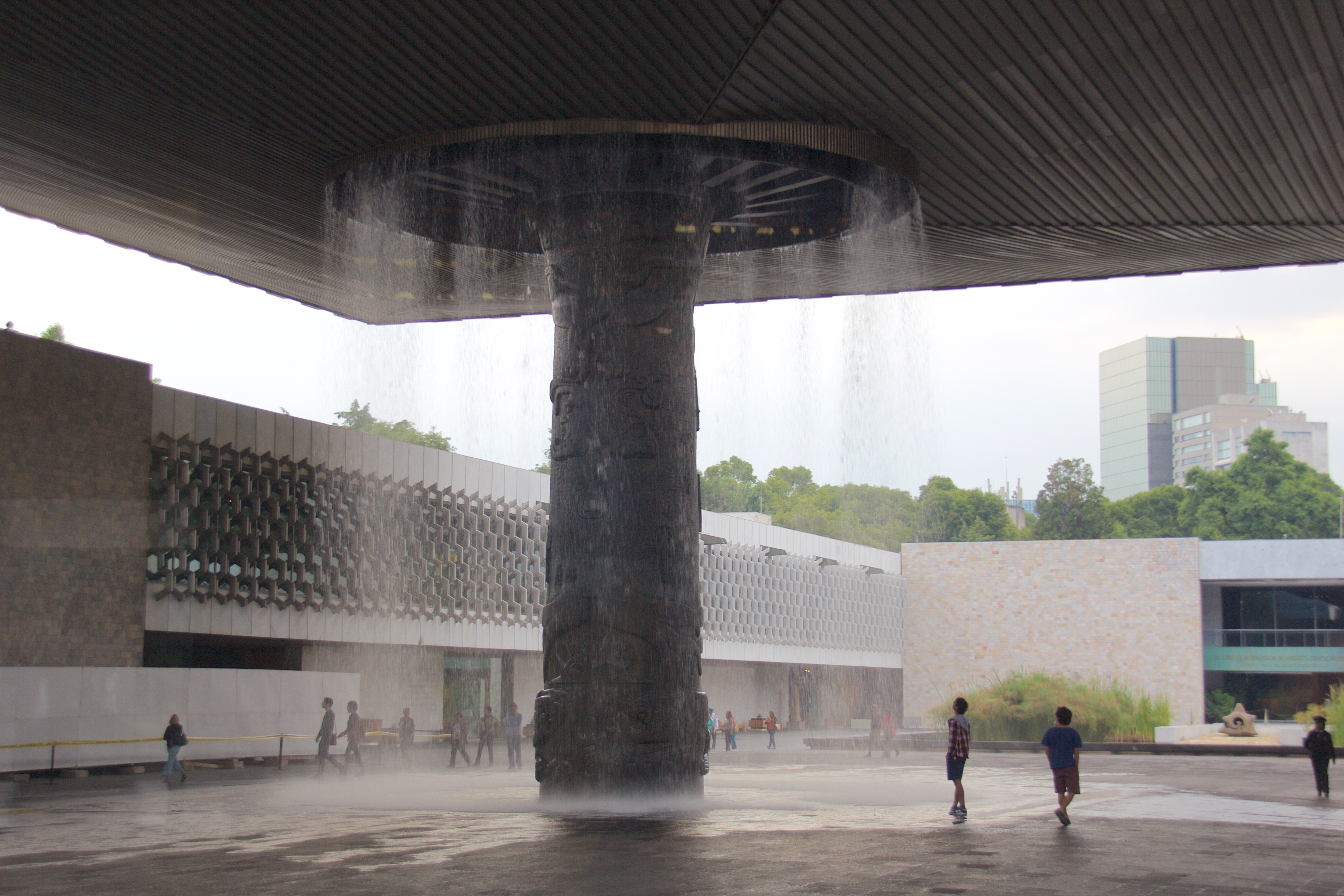
El Paraguas, Museo Nacional de Antropología, Ciudad de México.

Sus primeros dibujos fueron una escritura directa de concisión extrema. En sus improvisaciones trataba de aprehender, penetrar y transcribir figuras humanas y paisajes. Ya entonces comenzaron a aparecer en su obra cualidades expresivas que oscilaban entre el lirismo y el humor cáustico, entre lo grotesco y una gran finura. La vitalidad de sus imágenes nunca se privó de sutiles inocencias o de ásperas ironías. Desde entonces se permitió las libertades de cambios extremos, tanto en el sentido de sus imágenes como en el valor formar de líneas y espacios. 
Predominan en sus dibujos el realismo depurado o la estilización expresionista. Doce capítulos temáticos son los que integraron el libro: Viajes sobre el papel, El Palacio del Rey de Oros, Mitos, ritos y otros gritos. España en la sangre, ¡Oh, Tenochtitlán!, Con los pies en la tierra, La cabeza a pájaros, La humana condición, Caras vemos, Copa de amor, La mano dura y Tu superficie es el maíz.
Vigoroso fue su sistema de signos para simbolizar el mestizaje, cuyo conflicto socioeconómico e histórico se ha dado con mayor dramatismo donde la naturaleza, como en Guanajuato, posee tesoros codiciables. La intensa y sostenida meditación de Chávez Morado sobre Guanajuato ha hecho que los seres, las tradiciones, las casas y las cosas se parezcan cada vez más a sus representaciones. Esto equivale a decir que el arte de Chávez Morado es lo suficientemente intenso, legítimo y profundo como para condicionar nuestra visión. Para que la realidad comience a parecerse al arte hace falta que el arte haya abstraído de la realidad su médula perdurable. 
Por sobre el sarcasmo y el humor negro –a los que sus líneas y sus manchas sirven con gran eficacia– la ternura y la solidaridad emergen como factores emocionales sobresalientes, ya sea como referencia al pasado o al presente del pueblo mexicano.
Ya Hannes Meyer –el de la Bauhaus y el Taller de Gráfica Popular– había señalado que en la obra dibujística de Chávez Morado se daba un aliento diabólico-fantástico que transfigura el agrio tema de la crítica social. Con el paso de los años las libretas y hojas de apuntes se fueron acumulando, llegando a miles de bocetos. De ellos surgían sobras pictóricas y grabadas; luego las olvidaba, las guardaba y seguía tomando notas, siempre deslumbrado ante el mutante y bello espectáculo del mundo, a veces frente a él, otras ante el espejo oscuro que dentro del artista existe.